# Сан Симеон (Калифорнија)
Сан Симеон (енгл. San Simeon) насељено је место без административног статуса у америчкој савезној држави Калифорнија.

## Демографија
По попису из 2010. године број становника је 462.
| Група             | 2000.    | 2010.       |
| Белци             | 0 (0,0%) | 183 (39,6%) |
| Афроамериканци    | 0 (0,0%) | 4 (0,9%)    |
| Азијати           | 0 (0,0%) | 9 (1,9%)    |
| Хиспаноамериканци | 0 (0,0%) | 258 (55,8%) |
| Укупно            | 0        | 462         |